# Diplocolenus bekiri
Diplocolenus bekiri är en insektsart som beskrevs av Kalkandelen 1972. Diplocolenus bekiri ingår i släktet Diplocolenus och familjen dvärgstritar. Inga underarter finns listade i Catalogue of Life.